# Record du monde du 60 mètres haies
Pour un article plus général, voir Records du monde d'athlétisme.
Les records du monde du 60 mètres haies sont actuellement détenus chez les hommes par l'Américain Grant Holloway avec le temps de 7 s 27, établi le 17 février 2024 à Albuquerque, et chez les femmes par la Bahaméenne Devynne Charlton qui réalise le temps de 7 s 65 le 3 mars 2024 à Glasgow.

## Record du monde masculin
Le temps de 7 s 36 établi par l'Américain Greg Foster le 16 janvier 1987 à Los Angeles constitue le premier record du monde du 60 m haies homologué par World Athletics.
le Britannique Colin Jackson égale le record du monde de Greg Foster le 12 février 1994 à Glasgow, puis l'améliore de 6/100e de seconde quelques jours plus tard le 6 mars 1994 à Sindelfingen en le portant à 7 s 30.
L'Américain Grant Holloway bat pour la première fois le record du monde du 60 m haies le 24 février 2021 au meeting de Madrid. Avec un temps en 7 s 29, il retranche un centième de seconde à la marque de Colin Jackson établi en 1994. Holloway égale ce record en demi-finale des Mondiaux en salle 2022 à Belgrade, et l'abaisse de deux centièmes en février 2024 lors des séries des championnats des États-Unis en salle à Albuquerque.
| Temps  | Athlète        | Date            | Lieu         |
| ------ | -------------- | --------------- | ------------ |
| 7 s 36 | Greg Foster    | 16 janvier 1987 | Los Angeles  |
| 7 s 36 | Colin Jackson  | 12 février 1994 | Glasgow      |
| 7 s 30 | Colin Jackson  | 6 mars 1994     | Sindelfingen |
| 7 s 29 | Grant Holloway | 24 février 2021 | Madrid       |
| 7 s 29 | Grant Holloway | 20 mars 2022    | Belgrade     |
| 7 s 27 | Grant Holloway | 17 février 2024 | Albuquerque  |

## Record du monde féminin
Le temps de 7 s 74 établi par la Bulgare Yordanka Donkova le 14 février 1987 à Sofia lors des championnats de Bulgarie en salle constitue le premier record du monde du 60 m haies homologué par World Athletics.
Ce record est porté à 7 s 73 par l'Est-allemande Cornelia Oschkenat le 25 février 1989 à Vienne. Le 4 février 1990 à Tcheliabinsk au cours des championnats d'Union Soviétique, Lyudmila Narozhilenko bat à deux reprises ce record : une première fois en demi-finale en 7 s 71 et  une deuxième fois en finale en 7 s 69.
La Suédoise Susanna Kallur améliore 18 ans après le record du monde de Narozhilenko en réalisant 7 s 68 le 10 février 2008 au cours du meeting de Karlsruhe.
Le 11 février 2024, lors des Millrose Games de New York, la Bahaméenne Devynne Charlton signe un nouveau record du monde du 60 m haies avec un chrono en 7 s 67, effaçant l'ancienne marque de la Suédoise Susanna Kallur qui tenait depuis 2008 (7 s 68). Ce record est égalé cinq jours plus tard par l'Américaine Tia Jones, à l'occasion des championnats des Etats-Unis en salle à Albuquerque. Le 3 mars 2024 en finale des championnats du monde en salle à Glasgow, Devynne Charlton devient la seule détentrice du record du monde en s'imposant en finale en 7 s 65.
| Temps  | Athlète               | Date            | Lieu         |
| ------ | --------------------- | --------------- | ------------ |
| 7 s 74 | Yordanka Donkova      | 14 février 1987 | Sofia        |
| 7 s 73 | Cornelia Oschkenat    | 25 février 1989 | Vienne       |
| 7 s 71 | Lyudmila Narozhilenko | 4 février 1990  | Tcheliabinsk |
| 7 s 69 | Lyudmila Narozhilenko | 4 février 1990  | Tcheliabinsk |
| 7 s 68 | Susanna Kallur        | 10 février 2008 | Karlsruhe    |
| 7 s 67 | Devynne Charlton      | 11 février 2024 | New York     |
| 7 s 67 | Tia Jones             | 16 février 2024 | Albuquerque  |
| 7 s 65 | Devynne Charlton      | 3 mars 2024     | Glasgow      |